# Peinture flamande

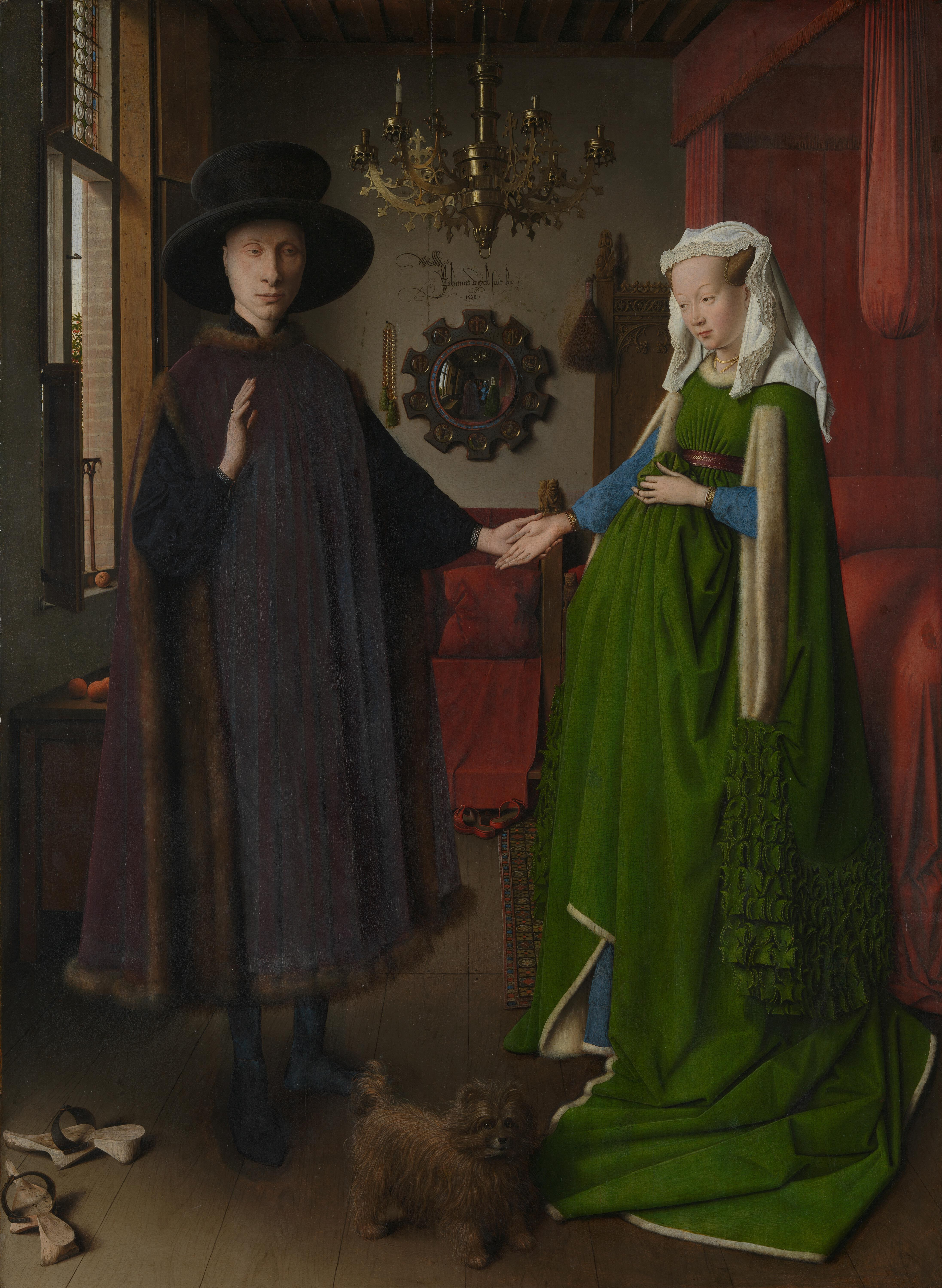
Les Époux Arnolfini de Jan van Eyck.

La peinture flamande se développe du début du XVe au XVIIe siècle. Les Flandres ont produit les principaux peintres de l'Europe du Nord et ont attiré de nombreux jeunes peintres prometteurs des pays voisins. Ces peintres flamands étaient invités à travailler dans les cours d'autres pays et ont eu une influence dans toute l'Europe. Depuis la fin de l'ère napoléonienne, les peintres flamands ont contribué à restaurer la bonne réputation acquise avec les Vieux Maîtres.

## Gothique tardif

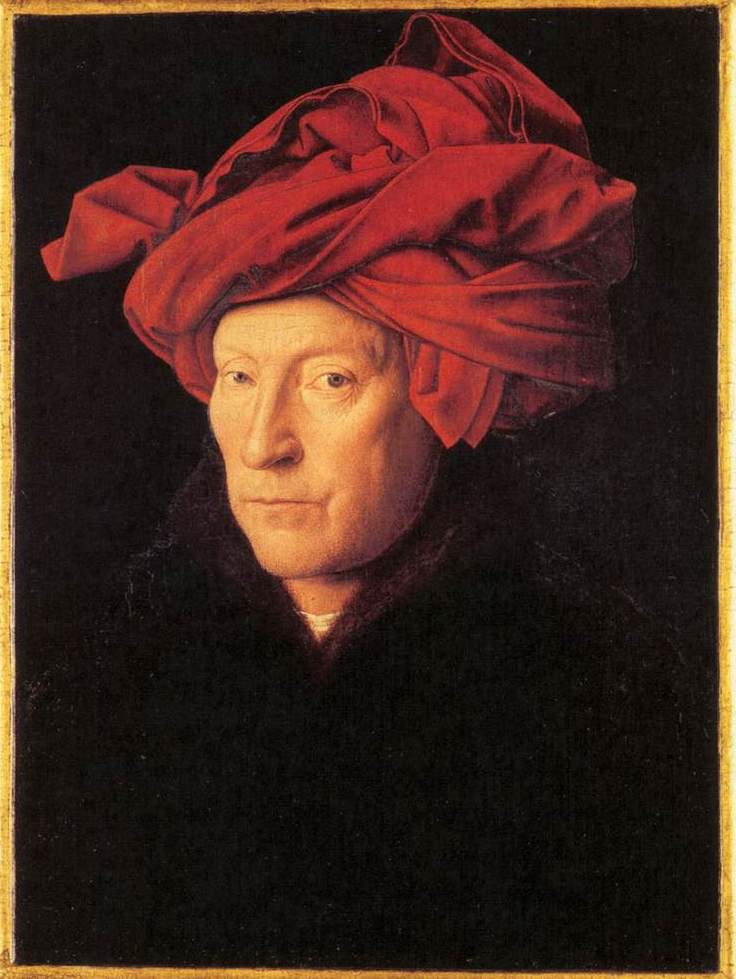
L'Homme au turban rouge, 1433. Autoportrait présumé de Jan van Eyck.

Les Flamands primitifs ont été les premiers à rendre populaire l'utilisation de la peinture à l'huile. Leur art tient ses origines de la période gothique tardive. Les principaux ont été Jan van Eyck, Hans Memling, Hugo van der Goes, Robert Campin, Rogier van der Weyden et Jérôme Bosch.

## Renaissance
Depuis le début du XVIe siècle, la Renaissance italienne commence à influencer les peintres flamands. Le résultat est pourtant très différent des peintures typiques de la renaissance italienne. On parle d'une Renaissance flamande. Le principal artiste est Pieter Brueghel l'Ancien, qui a évité l'influence directe des Italiens, au contraire des maniéristes du Nord. Sont également notables Quentin Metsys, Joachim Patinier et Antonio Moro.

## Baroque

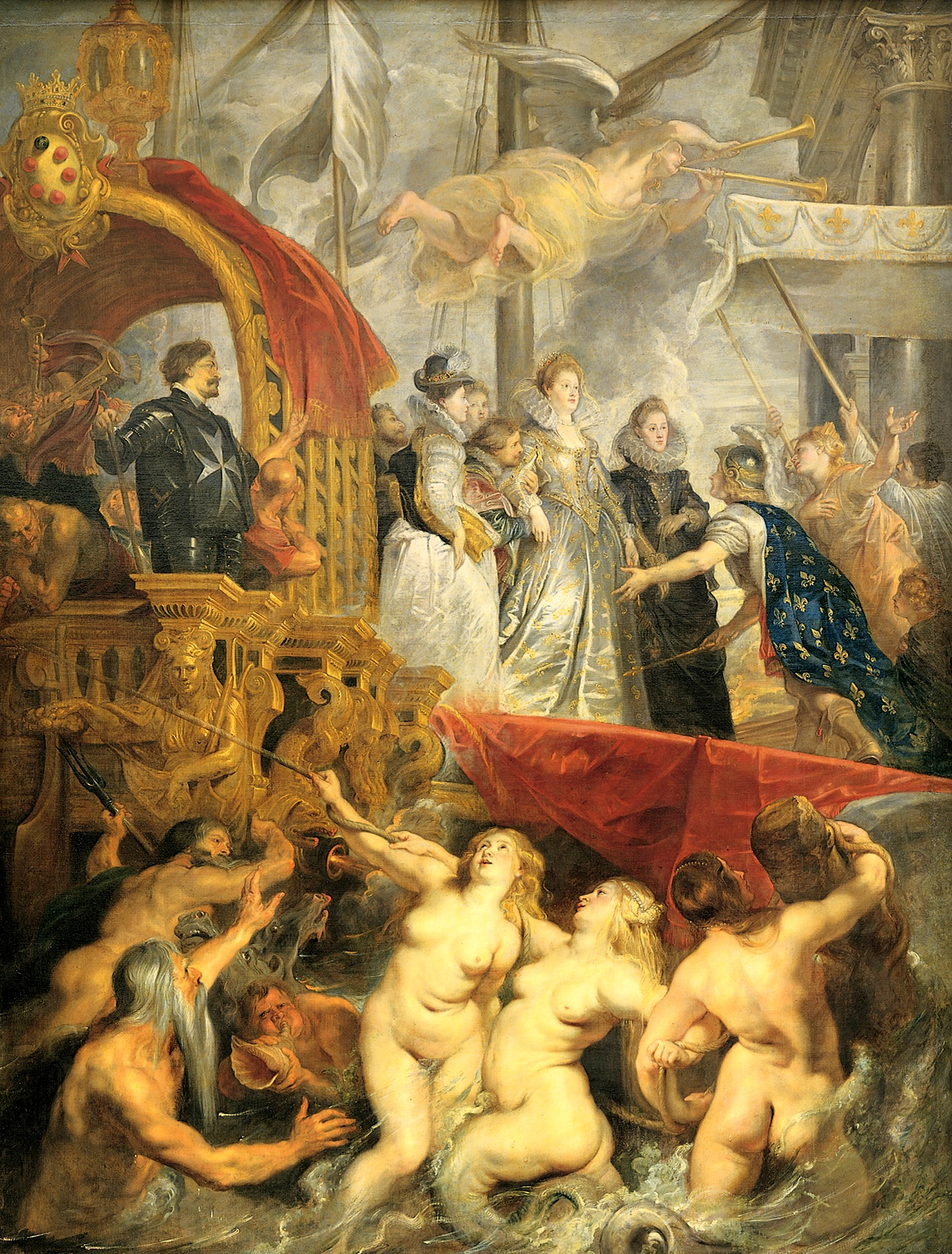
Le Débarquement de la reine à Marseille, du Cycle de Marie de Médicis, de Pierre Paul Rubens.

À la suite du Siège d'Anvers (1585), les Provinces du Sud des Pays-Bas — les Flandres — restent sous domination espagnole et sont séparées de la république néerlandaise indépendante. Bien que beaucoup d'artistes fuient les guerres de religion et déménagent des Pays-Bas méridionaux vers les Provinces-Unies, les peintures flamandes baroques se multiplient, en particulier grâce à l'École d'Anvers, et au XVIIe siècle sous Rubens, Antoine van Dyck et Jacob Jordaens.

## Déclin
Après la disparition des artistes les plus importants, tels que Rubens en 1640, et la fin de la guerre de Quatre-Vingts Ans, l'importance culturelle des Flandres a décliné.

## Renouveau de la peinture belge post-flamande
Un renouveau de la peinture dans cette région a eu lieu lors de l'avènement de la révolution belge de 1830, et les œuvres de cette époque sont considérées flamandes. Les peintres, qui ont émergé des conséquences de cette période patriotique, sont souvent mentionnés comme étant belges plutôt que flamands.

## La peinture belge moderne
Bien que James Ensor reste à part de ses contemporains, cet artiste innovateur du XIXe siècle a fortement influencé des artistes du XXe siècle tels que Paul Klee, Emil Nolde, George Grosz, Alfred Kubin, Wols, Felix Nussbaum, Emile Hecq ainsi que d'autres peintres expressionnistes et surréalistes du XXe siècle.
De l'expressionniste « Group of Latem », Constant Permeke est en général le plus reconnu.